# Aplikace integrálu

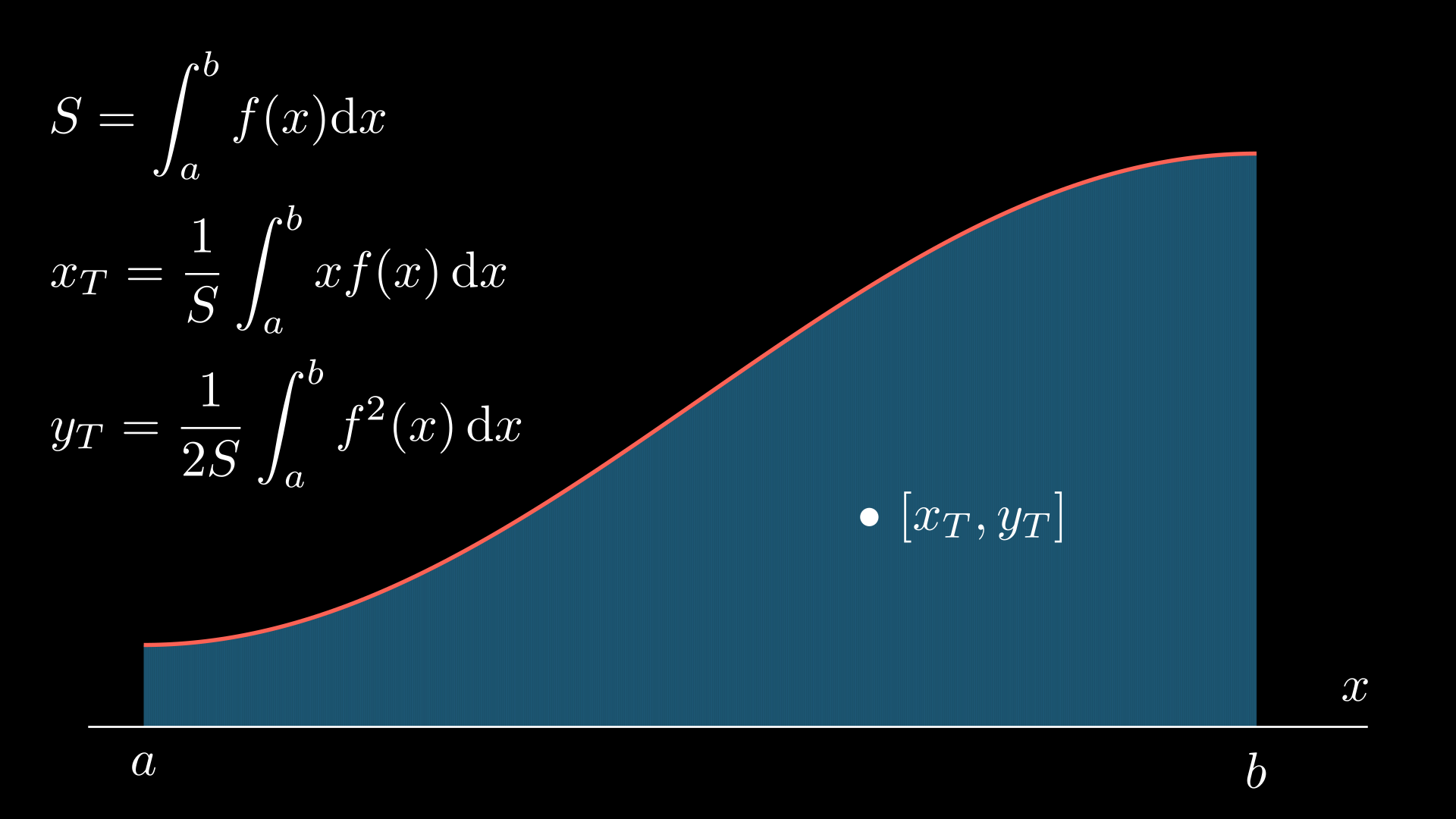
Těžiště množiny pod grafem funkce je možno určit pomocí integrálu.

Integrály jsou používány v mnoha oblastech. Zpravidla (ale nikoliv nutně) slouží k nalezení funkce z informace o tom, jak rychle se tato funkce mění v čase nebo v prostoru. Další aplikace zahrnují definice neelementárních funkcí, využití v teorii pravděpodobnosti a jiné. 
Tato stránka obsahuje seznam aplikací integrálu. Detailnější popis je unvitř odkazovaných hesel. 

## Matematické aplikace integrálu

### Řešení diferenciálních rovnic
Integrály se používají při řešení diferenciálních rovnic. Toto představuje obrovský aplikační potenciál v matematice (křivky daných vlastností) i ve fyzice.

### Teorie pravděpodobnosti, distribuční funkce
V teorii pravděpodobnosti jsou integrály využívány k určení pravděpodobnosti výskytu spojité náhodné veličiny v určitém rozsahu. Pomocí integrálu je definována distribuční funkce spojité náhodné veličiny a je možné pomocí něj vypočítat střední hodnotu náhodné veličiny a další charakteristiky.

### Obsah rovinného obrazce a délka křivky
Obsah množiny pod grafem nezáporné funkce najdeme jako integrál této funkce na uvažovaném intervalu. Obsah rovinného obrazce mezi grafy dvou funkcí najdeme jako integrál rozdílu těchto funkcí. Podobně je možno určitým integrálem určit délku oblouku křivky.

### Objem a povrch rotačního tělesa
Objem rotačního tělesa, které vznikne rotací množiny pod grafem funkce {\displaystyle f(x)} na intervalu {\displaystyle [a,b]} najdeme pomocí vzorce {\displaystyle V=\pi \int _{a}^{b}f^{2}(x)dx}. Podobně je možné najít i povrch pláště tohoto tělesa.

### Střední hodnota
Integrální střední hodnotou funkce {\displaystyle f(x)} jedné proměnné na intervalu {\displaystyle [a,b]} rozumíme výraz {\displaystyle {\frac {1}{b-a}}\int _{a}^{b}f(x)\,\mathrm {d} x}. Tento výraz je možno chápat jako průměrnou hodnotu funkce na intervalu a je vhodným zobecněním aritmetického průměru, který je možno použít pro konečný počet čísel, nikoliv však pro spojitě se měnící veličiny. Tento postup je možno rozšířit použitím dvojného nebo trojného integrálu i na skalární funkce dvou nebo tří proměnných. Střední hodnota vystupuje i v aplikacích, například při odvození efektivní hodnoty střídavého napětí a proudu, kdy určujeme střední hodnotu druhé mocniny těchto veličin. Těžiště tělesa nebo rovinného obrazce je střední hodnotou souřadnic, viz fyzikální aplikace níže.

### Zavedení neelementárních funkcí
Integrál je možno použít k rozšíření množiny elementárních funkcí o funkce, které mají fyzikální a matematické aplikace, ale nejsou elementárními funkcemi. Jedná se o integrál jako funkce meze (například integralsinus, chybová funkce, Jacobiho eliptické funkce) nebo o integrály s parametrem na přímce či polopřímce (gamma funkce, beta funkce).

### Porovnávání funkcí, majorizace
Integrál může posloužit k porovnání velikosti dvou funkcí na intervalu. Toto je slabší podmínka než bodové srovnávání (porovnávání funkčních hodnot v jednotlivých bodech). Platí-li bodová nerovnost {\displaystyle f(x)\geq g(x)}, platí i integrální nerovnost{\displaystyle \int _{a}^{b}f(x)\,\mathrm {d} x\geq \int _{a}^{b}g(x)\,\mathrm {d} x}. V některých případech však stačí integrální podmínka, která bodovou podmínku neimplikuje a je tedy slabší a obecnější. Aplikací tohoto přístupu může být například srovnávací věta pro diferenciální rovnice druhého řádu. Jsou-li {\displaystyle c} a {\displaystyle C} spojité funkce a platí-li (za předpokladu konvergence uvedených integrálů){\displaystyle \int _{x}^{\infty }c(x)\geq \int _{x}^{\infty }C(x)\geq 0,}potom z oscilatoričnosti rovnice {\displaystyle v''+C(x)v=0} plyne oscilatoričnost rovnice {\displaystyle u''+c(x)u=0}.  (Rovnice je oscilatorická pokud všechna její řešení mají nekonečně mnoho nulových bodů. Uvedená podmínka ukazuje, že stačí, aby funkce {\displaystyle c(x)} byla majorantou funkce {\displaystyle C(x)} ve smyslu integrálu, nerovnost {\displaystyle c(x)\geq C(x)} není vyžadována.) 

### Integrální transformace
Integrál se používá k definici zobrazení, které dokáže například převést diferenciální rovnice na rovnice jednodušší. Zejména se jedná o Laplaceovu a Fourierovu transformaci.

### Další matematické aplikace
- Konvoluce je matematický operátor definovaný pomocí integrálu.
- Integrál umožňuje na množině funkcí definovat vzdálenost.

## Fyzikální a technické aplikace integrálu

### Výpočet polohy (dráhy) tělesa ze zadané rychlosti
Určity integrál rychlosti jako funkce času na konečném intervalu mezi dvěma časy je změna polohy mezi uvažovanými časy. Pro přímočarý pohyb platí {\displaystyle x(t_{2})-x(t_{1})=\int _{t_{1}}^{t_{2}}v(t)\,\mathrm {d} t.}Pro pohyb konstantní rychlostí se tento vzorec redukuje na vzorec používaný ve školské fyzice (dráha je součin rychlosti a času). Pro pohyb rychlostí lineárně závislé na čase se tento vzorec redukuje na vzorec pro dráhu rovnoměrně zrychleného nebo zpomaleného pohybu.

### Výpočet rychlosti tělesa ze zadaného zrychlení
Integrál zrychlení jako funkce času je rychlost. Zejména pro konstantní zrychlení takto dostáváme vzorec pro rychlost rovnoměrně zrychleného pohybu.

### Výpočet práce nebo potenciální energie
Integrál síly jako funkce polohy udává mechanickou práci vykonanou touto silou. Pro konstantní sílu svírající konstantní úhel s posunutím se integrál redukuje na násobení, jak bývá v náplni středoškolské fyziky. V případě pohybu po přímce je možno použít Riemnanův integrál, při pohybu po obecnější křivce je nutné použít Riemannův integrál druhého druhu.  
Integrál záporně vzaté síly udává potenciální energii. Pro konstantní sílu se redukuje na součin síly a svislého posunutí, jak je znám ze středoškolské fyziky. 
Někdy je možno výpočet práce integrálem nahradit fyzikální úhahou o těžišti. Například při vytahování řetězu volně visícího přes hranu stolu na desku stolu se síla zmenšuje tím, jak dolů visí stále menší část řetězu. Síla se tedy mění, není možno určovat práci jako součin síly a posunutí.  Je nutné buď použít integrál, nebo určit změnu potenciální energie a potenciální energii určit pomocí hmotnosti a těžiště. 

### Těžiště
Těžistě hmotného tělesa je střední hodnota jednotlivých souřadnic vypočítaná přes celé těleso. V případě nerovnoměrně rozložené hmotnosti je nutné použít vážený průměr, kde váhovou funkcí je hustota (v případě trojrozměrných těles a trojného integrálu) nebo plošná hustota (v případě dvourozměrných množin). Pro dvourozměrnou množinu pod grafem funkce s rovnoměrně rozleženou hmotností se tento vztah redukuje na vzorce uvedené v úvodním obrázku tohoto článku.

### Síla na hráz nebo výpusť přehrady
Hydrostatickou tlakovou sílu je možno určit součinem tlaku a obsahu plochy. Tento vzorec ovšem selhává, pokud je plocha napříč místy s různým tlakem (například hráz sahá ode dna k hladině). V tomto případě je nutno sečíst příspěvky z různých hloubek pomocí integrálu. Pomocí inetgrálu je možno určit nejenom celkovou sílu, ale i její působiště. Existují i metody, které v jednoduchých případech umožní v této úloze výpočet integrálu nahradit na základě analogie jednodušší úlohou. Například metoda zatěžovacího obrazce.

### Další fyzikální aplikace
- Světelné množství je fotometrická veličina, definovaná jako časový integrál světelného toku.
- Elektrické napětí je integrál elektrické intenzity jako funkce polohy. V případě složitějších aplikací se může jednat o křivkový integrál druhého druhu.
- Při deformaci nosníků je posouvající síla derivace ohybového momentu. Proto je možné najít ohybový moment integrací posouvající síly. Podobně, dvojí integrací momentu je možné najít deformaci, protože rovnice ohybové čáry dává do souvislosti druhou derivaci deformace s ohybovým momentem.
- Toky fyzikálních polí jsou definovány pomocí integrálu. Například tok elektrické intenzity.
- Kvadratický moment a moment setrvačnosti jsou definovány pomocí integrálu.